# Adrien Mattenet
Adrien Mattenet (Eaubonne, 15 oktober 1987) is een Frans tafeltennisser. Hij kwalificeerde zich in 2012 voor de Olympische Spelen. Hij speelt rechtshandig en maakt gebruik van de Shakehand-stijl. Op de Europese Spelen 2015 won hij samen met zijn landgenoten de zilveren medaille.
Na de Europees kampioenschap 2015 speelde hij niet meer internationaal.

## Erelijst
Belangrijkste resultaten:
- Winnaar Middellandse Zee Spelen landenteams 2009
- Winnaar Jeugd-Europees kampioenschappen landenteams 2005

Enkelspel:
- Halve finale Marokko Open 2010
- Kwartfinale World Cup 2011, ronde van de laatste 16 (2010)
- Ronde van de laatste 16 wereldkampioenschap 2011
- Ronde van de laatste 32 Brazilië Open 2007
- Ronde van de laatste 16 Chilë Open 2008
- Tweede ronde (R32) Olympische Spelen 2012
- Vijfde plaats EURO-TOP-12 2012
- Kwartfinale Europees kampioenschap 2010 en 2011

Dubbelspel:
- Bronzen medaille ITTF Pro Tour Grand Finals 2008 en 2009
- Ronde van de laatste 32 wereldkampioenschap 2007, 2009, 2011 en 2013
- Derde plaats Engeland Open 2009
- Derde plaats Korea Open 2013
- Kwartfinale Europees kampioenschap 2010

## Clubs
Mattenet speelde in verschillende clubs in Duitsland en Frankrijk:
- 2009-2013:  AS Pontoise-Cergy TT
- 2013-2014:  SV Plüderhausen
- 2014-2016: 1. FC Saarbrücken
- sinds 2016: PPC Villeneuve